# TEE Diamant
Diamant è una relazione ferroviaria Trans Europ Express operativa tra il 1965 e il 1976 sulla tratta Dortmund-Bruxelles-Anversa.

## Storia
Il nome di questo treno, così come quello del TEE Saphir (zaffiro), faceva riferimento all'industria delle pietre preziose per cui sono famosi Belgio e Paesi Bassi ed in particolare la città di Anversa, capitale europea nel commercio dei diamanti.

### Servizi precedenti
Il Diamant era stato istituito quale una relazione espressa gestita dalle Deutsche Bundesbahn che negli anni aveva coperto diversi percorsi. Il servizio iniziò nel 1962 con un percorso che univa Bonn, capitale dell'allora Germania Occidentale con Anversa utilizzando un complesso automotore DB VT 08.

### La relazione TEE
Il 30 maggio 1965 il Diamant entrò nel raggruppamento TEE; il VT 08 venne conseguentemente rimpiazzato con un autotreno VT 11.5 precedentemente impiegato per la relazione TEE Helvetia che a sua volta passò ad una composizione ordinaria di locomotiva e carrozze. Anche il percorso in terra tedesca fu cambiato, sostituendo il capolinea di Bonn quello di Dortmund.
Nel 1966 cambiò a sua volta il capolinea occidentale, da Anversa a Bruxelles Sud, abbandonando così la città che aveva dato il nome al treno.
Ulteriori cambiamenti di percorso interessarono in seguito la relazione, in seguito a lavori di elettrificazione lungo le linee interessate che portarono talvolta ad un ulteriore prolungamento verso est, fino ad Hannover.
Il servizio internazionale del Diamant cessò definitivamente il 29 maggio 1976

### Gli ultimi servizi
Una relazione chiamata Diamant fu reintrodotta il 27 maggio 1979 quale "TEE interno" sostituto della sezione Monaco - Amburgo del famoso treno Genziana Blu.. Trascorsi due anni questo secondo Diamant fu a sua volta soppresso.
Il terzo Diamant fu un treno intercity istituito il 29 maggio 1988 fra Amburgo e Stoccarda via Colonia, soppresso il 1º giugno 1991.